# 小行星2988
小行星2988（2988 Korhonen）是一颗围绕太阳公转的小行星。1943年3月1日，利斯·奧特瑪在图尔库发现了此天体。
該小行星以芬蘭望遠鏡和光學製造商塔皮奧·科霍寧（Tapio Korhonen）命名。
这颗小行星的绝对星等为133.14540等。